# Ascobolus barbatus
Ascobolus barbatus är en svampart som beskrevs av Massee & Crossl. 1893. Ascobolus barbatus ingår i släktet Ascobolus och familjen Ascobolaceae.   Inga underarter finns listade i Catalogue of Life.